# Adrian Parker
Adrian Parker (* 2. März 1951 in London) ist ein ehemaliger britischer Pentathlet.

## Karriere
Parker war Teil der britischen Mannschaft bei den Olympischen Spielen 1976 in Montreal. Im Einzelwettbewerb gelang ihm der fünfte Platz. Mit der Mannschaft, zu der neben Parker noch Jeremy Fox und Danny Nightingale gehörten, wurde er Olympiasieger. Vor der abschließenden Laufdisziplin waren die Briten noch auf Rang vier notiert, rückten aber dank Parkers Bestzeit noch vor die übrige Konkurrenz auf Platz eins vor.
1975 gewann er die britische Meisterschaft.